# 山岸竜之介
山岸 竜之介 （やまぎし りゅうのすけ、1999年5月15日 - ）は、日本の男性音楽プロデューサー、シンガーソングライター、ギタリスト。大阪府東大阪市出身。LIFE IS GROOVEのメンバー。所属芸能事務所はPARADOX。

## 人物・来歴
2005年、幼稚園年長の頃、TBS系列バラエティ特番『さんま・玉緒のお年玉あんたの夢をかなえたろかスペシャル』に出演。ギターやCharに対する思いをカメラ前で語り、「こどもの夢」枠として山岸の夢がかない、Charとギターセッションをして一躍注目を浴びる存在になる。
放送後、視聴者からのリクエストが殺到。同スペシャルのレギュラー番組『さんまのSUPERからくりTV』内に「からくり熱中少年物語」というコーナーが設けられ、山岸は継続で出演するようになる。
2007年、山岸がリーダーを務める竜之介バンド（現在は活動休止中）を結成。個人の活動は学業と両立しながら、Charを始め、様々なアーティストとライブやイベントで共演する。
2011年、together band（現在は解散）を結成。
2013年、LIFE IS GROOVEのメンバーとなる。
2016年11月、ザムザ阿佐谷で開催された新感覚音楽劇『星空ロック』で演技初挑戦、舞台初主演を果たした。
2017年5月、山岸が全楽曲の作詞・作曲・編曲、草間敬がミキシングを手掛けた、自主制作1stシングル「山岸竜之介 1st CD」を発売。
2018年6月、作詞・作曲・編曲に加え、ミキシングも山岸が手掛けた自主制作2ndシングル「日常」を発売、ソロ初のライブ・ツアー『山岸竜之介 1st ツアー "快進撃”』を対バン形式で大阪と東京で敢行した。
2019年1月、アメリカ・カリフォルニア州・ロサンゼルスの近郊都市、アナハイムで行われた「NAMM Show 2019」にFenderのアーティストとして参加。現地から日本へ向けた即出しレポートをデジマートと展開。ステージで行われた演奏は、Fender公式インスタグラムにて動画が公開されている。
2020年、作曲家・編曲家としても活動開始。THE ORAL CIGARETTES 山中拓也率いる、YGNT special collectiveにも参加、同年には山中との共同作曲である「蝋燭の私」をデジタルリリース。
さらに活動の幅を広げ、変態紳士クラブにギタリストとして参加している。
2023年、THE FAKEをリリースし
8月には自身の名前では初めてのインストアルバム「THE GUITAR」をリリース。
同年8月には、4年振りのワンマンツアーを開催
2023年頃より、「ヒット曲を書きたい」という本人の兼ねてから願いつづけていた理由もあり、音楽プロデューサーや作編曲としての仕事が増えた。この頃よりギタリストとしての仕事ではなく 裏方に周りアーティストをサポートする業務が増えはじめた。
2024年、プロデュース、共作曲した根のシンの「右手左手」が若い世代を中心にヒットし、ストリーミングでは400万回(2025年現在)を超える自身作の初ヒット作品となる。

## 参加作品

### 制作・演奏
- 2019年1月4日 ももいろクローバーZ - stay gold （ギター）
- 2020年7月1日 YGNT special collective - 蝋燭の私（作曲・編曲）
- 2020年11月4日 みるきーうぇい - 君をさらって夜を飛ぶ（編曲・ギター）
- 2022年2月23日 GYROAXIA - Freestyle（編曲）
- 2023年6月27日 岸洋佑 - アルバム「POP YOU」(編曲・ギター)

### ミュージック・ビデオ出演
- 岸洋佑／「不確かな未来に中指を」「ついてnothing」（2023年6月）
- 岸洋佑／「Leading role」(2024年4月)
- 岸洋佑／「恋敵」「君のイチバンになりたいから」(2024年5月)

## 使用機材

### マイクロフォン
- audio technica AT2020

宅録で使用されるコンデンサーマイク。

### エレクトリック・ギター
- Fender Jazzmaster 1965
- Fender Jazzmaster 1962

2020年からヴィンテージジャズマスターを使用するようになった。62年オリジナルサンバーストを自身のSLIPと同じ色にするべくリフィニッシュを施した。
- Fender Jazzmaster 2019 American Performer Jazzmaster®

2019年より使用しており、2019年のライブではメインで使われていたと思われる。
- Fender Jaguar 1965

2018年より使用している。
- SLIP GUITARS Stratocaster Model

最も使用頻度の高いフェンダー・ストラトキャスタータイプのモデル。
- NAKAGAWA GUITARS DRAGON BURST

ギブソン・レスポールタイプのオリジナルモデル。

## ディスコグラフィ

### 自主制作シングル
|     | 発売日       | タイトル          | 規格 | 規格品番 | 収録曲                                                               |
| --- | ------------ | ----------------- | ---- | -------- | -------------------------------------------------------------------- |
| 1st | 2017年5月7日 | 山岸竜之介 1st CD | CD   | RYU-001  | 1. 君の目を見つめて 2. It’s gonna be alright 3. 太陽より月になりたい |
| 2nd | 2018年6月2日 | 日常              | CD   | RYU-0515 | 1. 日常 2. 雑草 3. 光闇                                              |

## 共演アーティスト
- Char
- 鮎川誠
- ichiro
- オリアンティ
- 金子マリ
- 桑名正博
- 原田喧太
- 西山毅
- 三宅伸治
- 下畑(Rio)良介
- kenken （RIZE）
- 鮫島秀樹
- 中村達也
- ジョニー吉長
- 中村獅童
- 武藤昭平
- ウエノコウジ
- ezra brown
- 奥田民生
- CHIROLYN
- ムッシュかまやつ
- 細美武士（the HIATUS）
- TERU（GLAY）
- CHARA
- 金子ノブアキ
- 打首獄門同好会
- GUN WOO(MYNAME)
- 小曽根真
- 岸洋佑

## 影響を受けたミュージシャン
- Char
- ジミ・ヘンドリックス
- ジョニー・ウィンター
- リンプ・ビズキット
- UVERworld
- ONE OK ROCK
- クリス・ブラウン
- 清水翔太
- RADWIMPS

## 出演メディア

### 舞台
- 星空ロック（2016年11月、ザムザ阿佐谷） - 主演・レオ 役